# Cupra Tavascan
A Cupra Tavascan egy akkumulátoros elektromos, SUV autótípus, melyet a SEAT a sportos almárkája, a Cupra márkaneve alatt forgalmaz.
Az alapjául szolgáló koncepcióautót a 2019-es Frankfurti Autószalonon mutatták be. 2021 márciusában bejelentették, hogy 2023-tól megkezdődik a Cupra Tavascan sorozatgyártása.

## Áttekintés

### Koncepcióautó

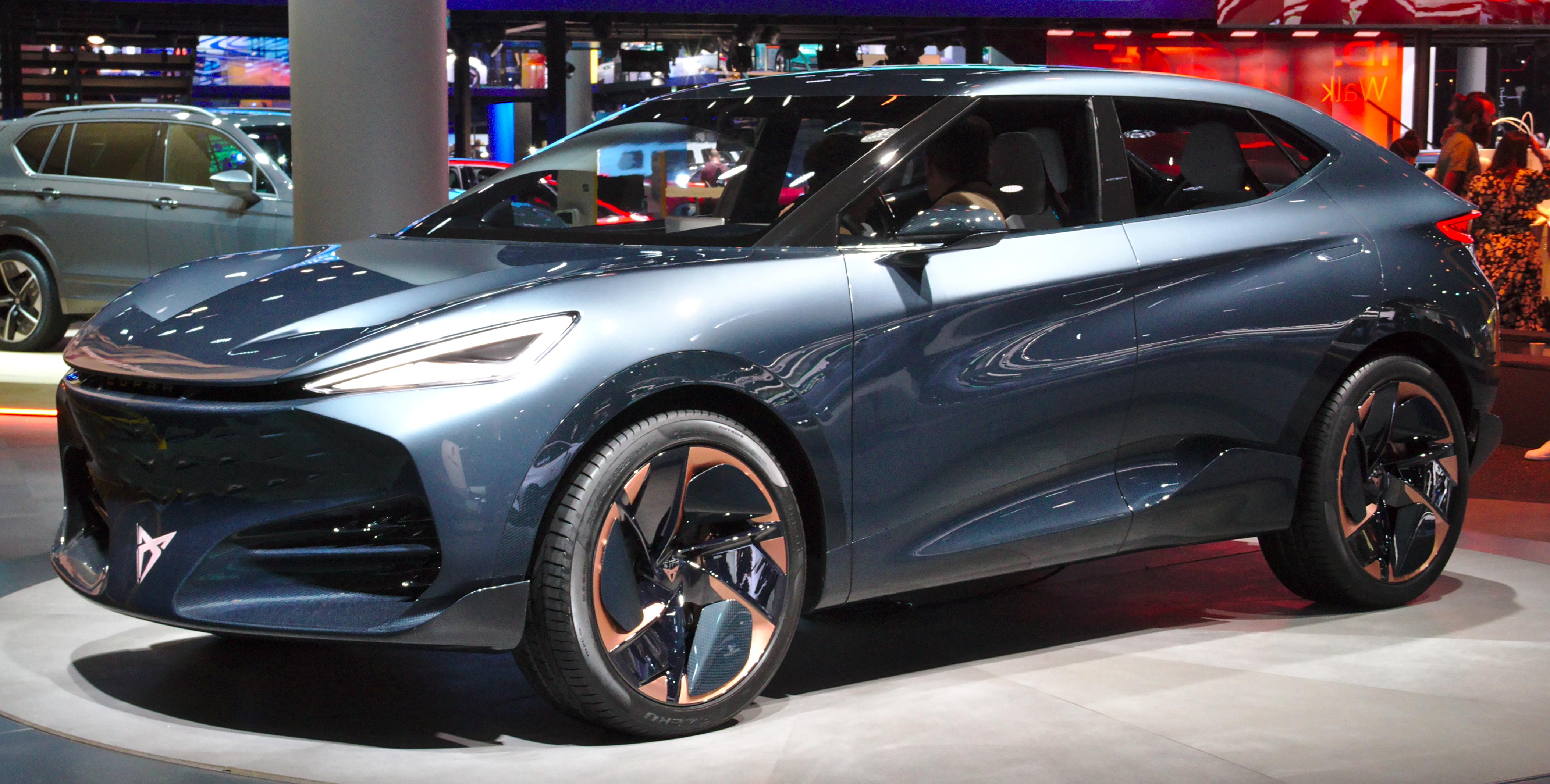
A Tavascan koncepcióautó

A Tavascan a MEB Platformon alapul, amelyet a Volkswagen-csoport elektromos járműveihez terveztek, melyek közül a Volkswagen ID.3 az első sorozatgyártású autótípus, amelyik ezt használja. Két elektromos motorral rendelkezik a tengelyeken, amelyek lehetővé teszik az összkerékmeghajtást és a 225 kW-os összteljesítményt.

### Tavascan Extreme E

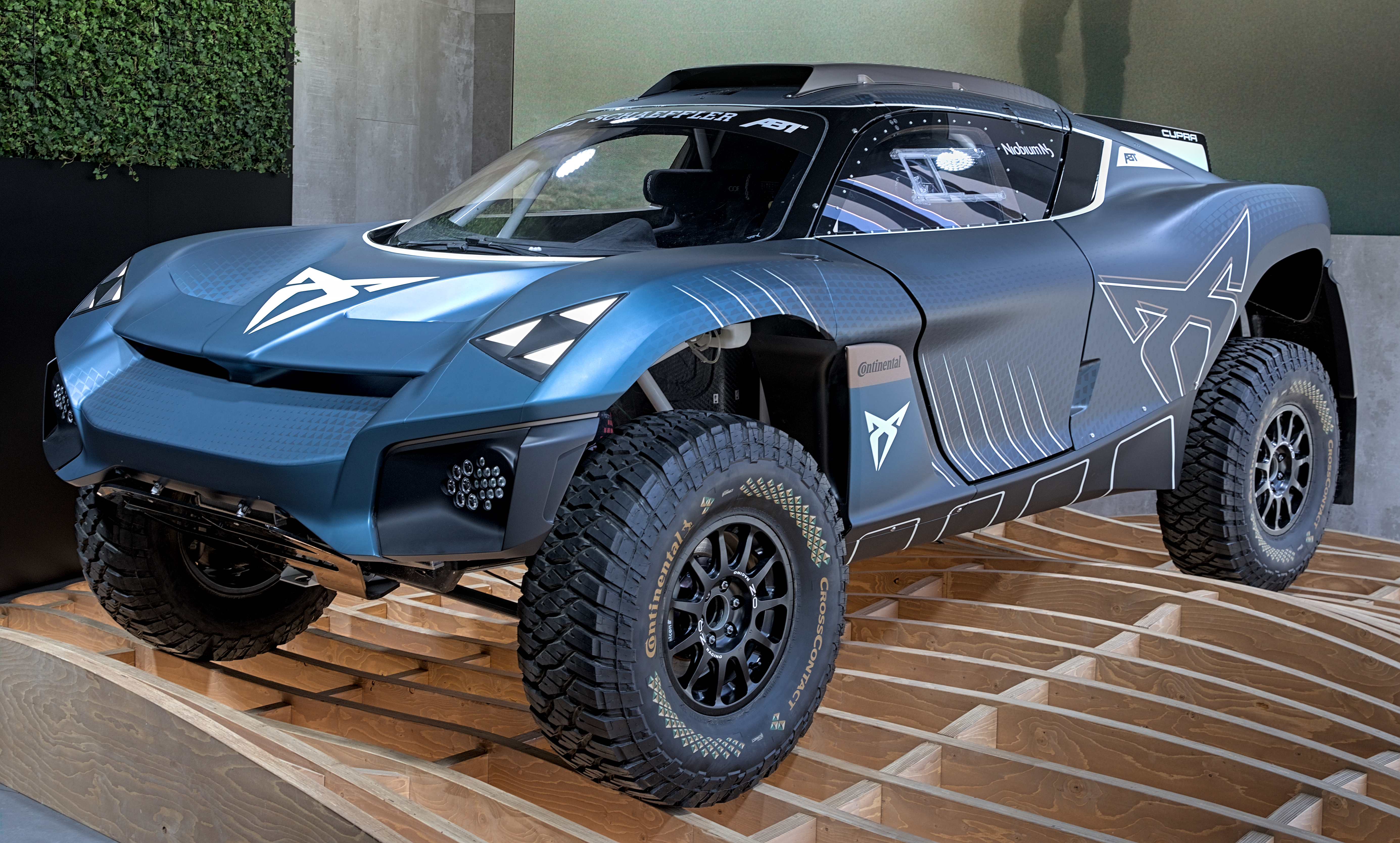
A Tavascan Extreme E elölnézetből

A Cupra Tavascan Extreme E-t a Müncheni Autószalonon mutatták be 2021 szeptemberében. Az Abt Sportsline-nal együttműködve fejlesztették ki, és a kísérleti Extreme E off-road versenysorozatban fog debütálni.

### A sorozatgyártású változat
A Cupra Tavascan sorozatgyártású változatát bemutató képeket 2023 márciusában hozták nyilvánosságra. A hivatalos bemutatót 2023. április 21-én tartották. Ugyanazzal a 82 kWh-s akkumulátorral rendelkezik, mint a Volkswagen ID.5, a legjobb specifikáció pedig 250 kW-os teljesítménnyel és 550 km-es hatótávolsággal rendelkezik.

Elölnézetből
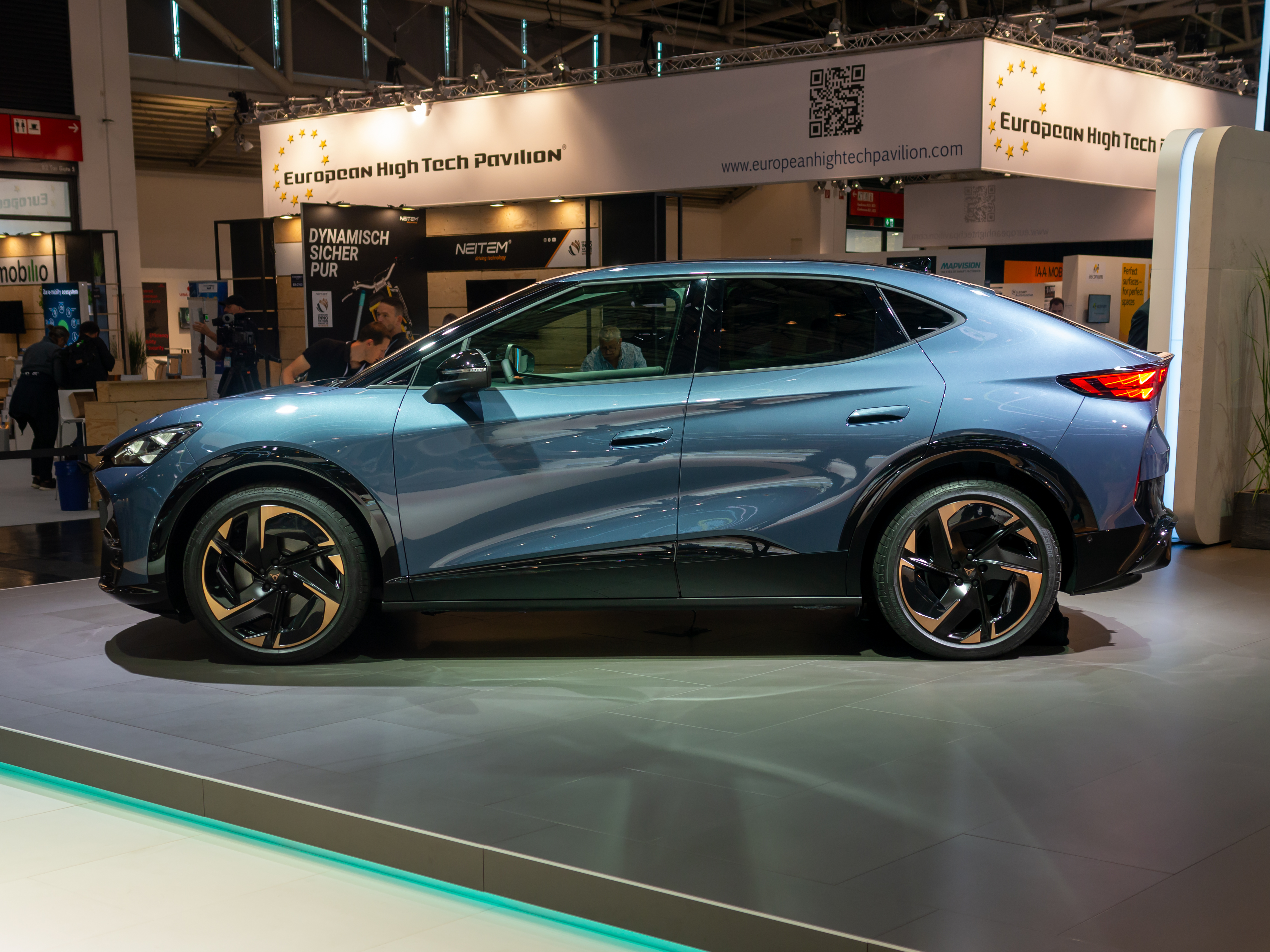
Oldallnézetből
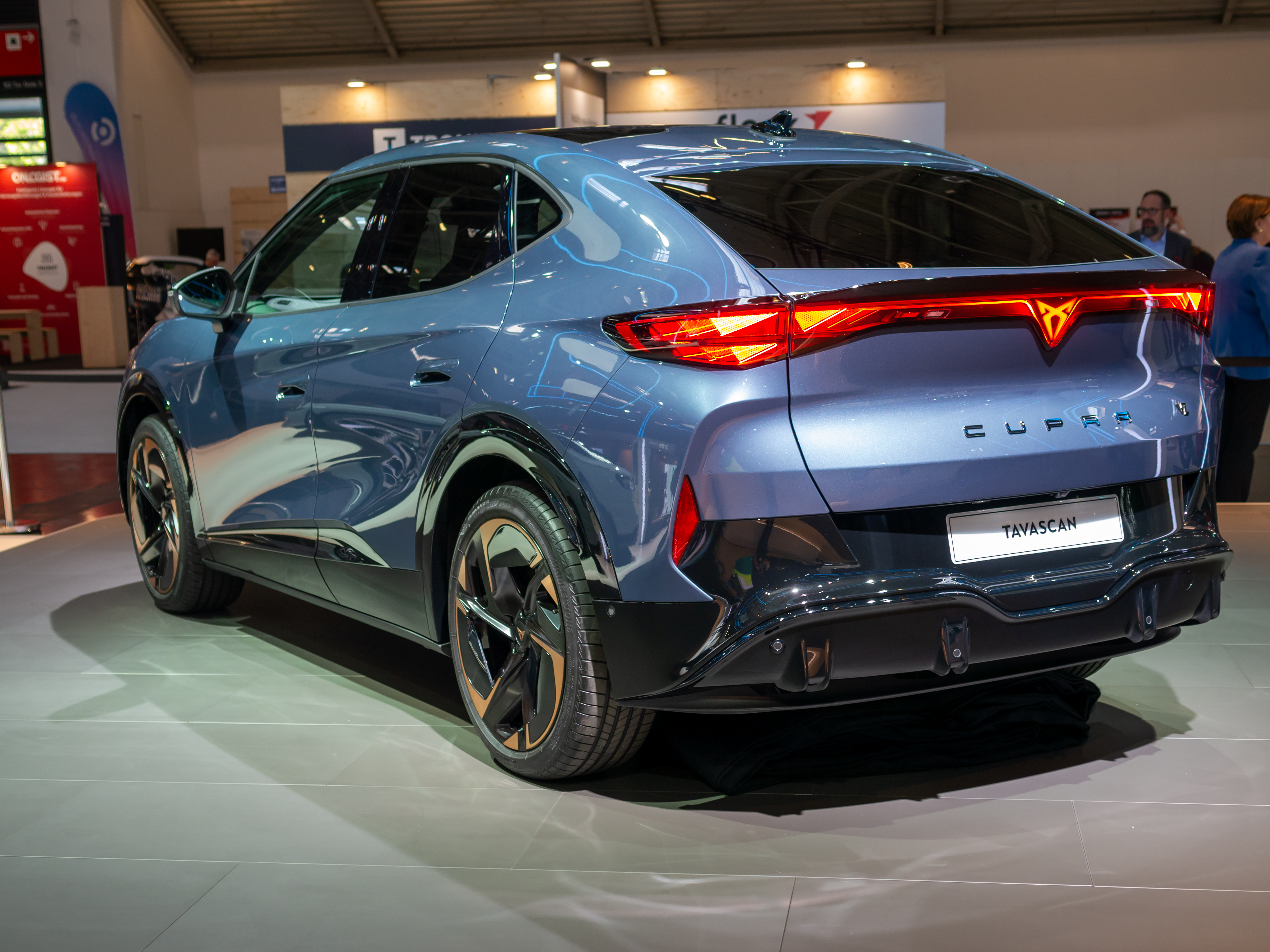
Hátulnézetből
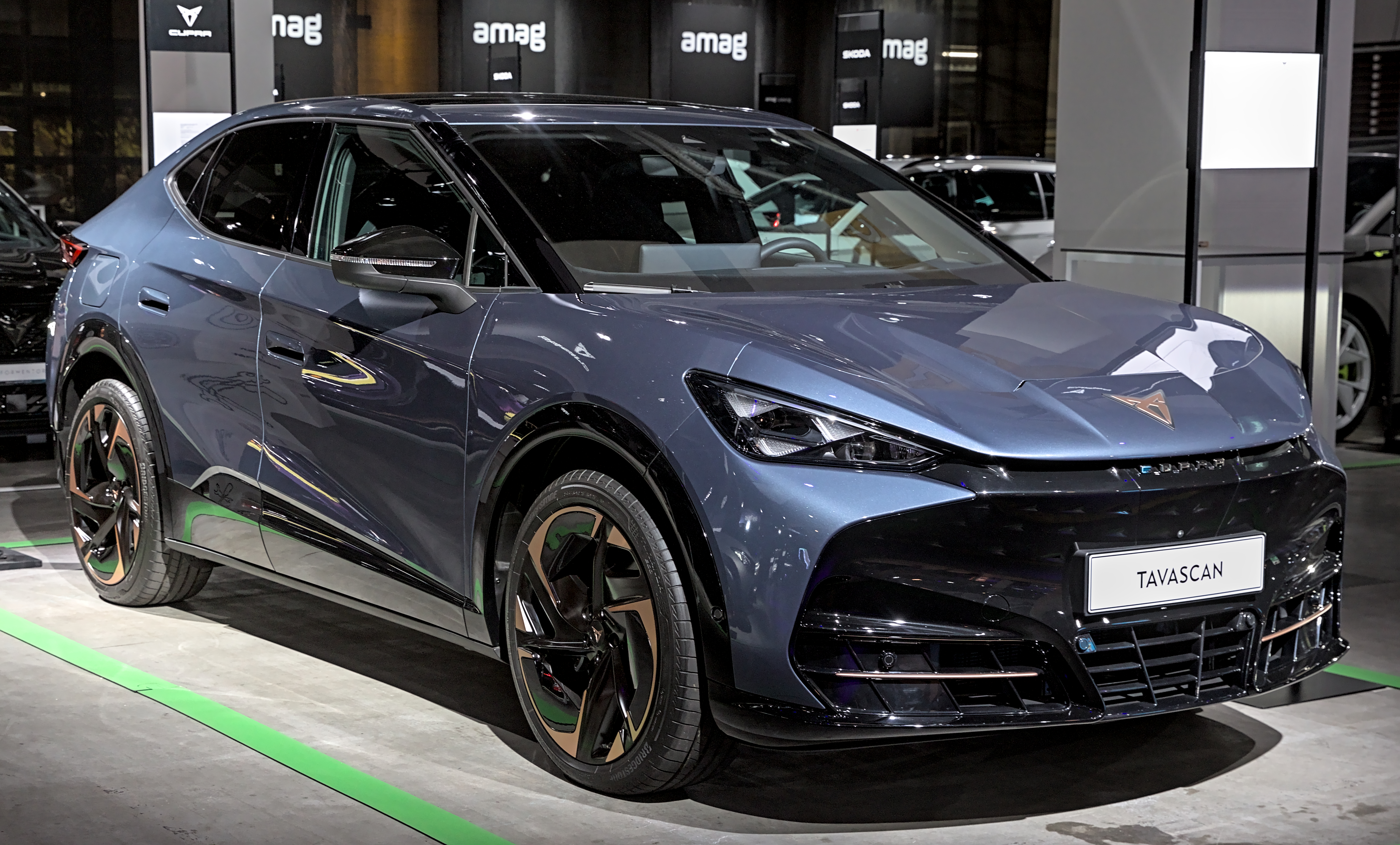
Elölnézetből
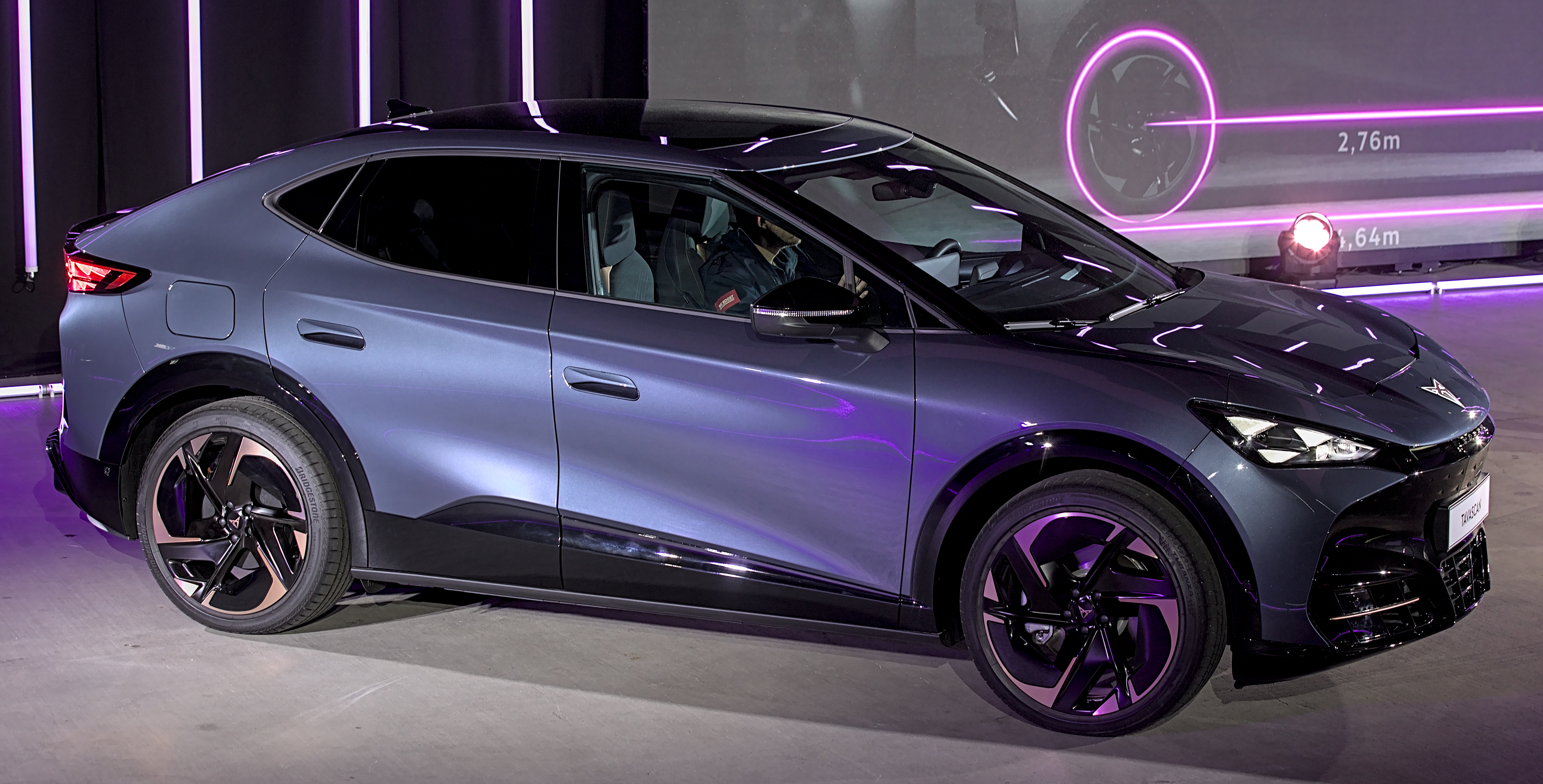
Oldallnézetből
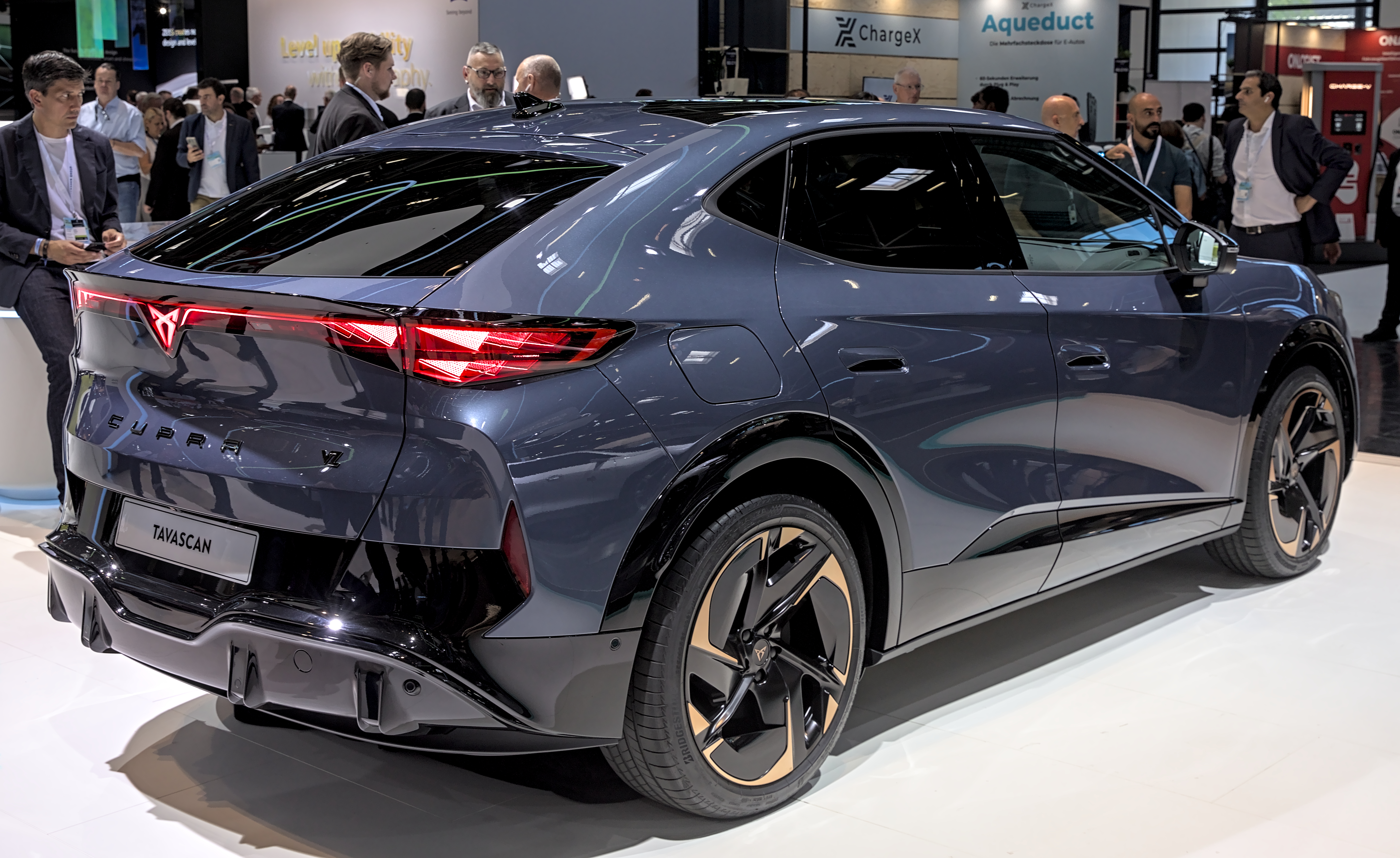
Hátulnézetből

## Fordítás
Ez a szócikk részben vagy egészben  a   Cupra Tavascan című angol Wikipédia-szócikk ezen változatának fordításán alapul.  Az eredeti cikk szerkesztőit annak laptörténete sorolja fel. Ez a jelzés csupán a megfogalmazás eredetét és a szerzői jogokat jelzi, nem szolgál a cikkben szereplő információk forrásmegjelöléseként.